# Logan Kensing
Logan French Kensing (né le 3 juillet 1982 à San Antonio, Texas, États-Unis) est un lanceur droitier des Ligues majeures de baseball. En décembre 2015, il est mis sous contrat avec les Tigers de Détroit.

## Carrière
Joueur à l'Université Texas A&M, Logan Kensing est un choix de deuxième ronde des Marlins de la Floride en 2003. Il débute dans le baseball majeur le 10 septembre 2004 avec les Marlins. Il commence trois rencontres comme lanceur partant en fin d'année, parties qui se soldent toutes par des défaites. Par la suite, il est lanceur de relève pour le club de Floride jusqu'en 2009. Kensing est surtout utilisé pendant les saisons 2006 et 2008. Il savoure sa première victoire dans les majeures le 23 mai 2006, sur les Cubs de Chicago.  En 2008, il lance un sommet personnel de 55 manches et un tiers et sa moyenne de points mérités s'élève à 4,23 en 48 sorties en relève.
Les Marlins l'échangent aux Nationals de Washington le 29 avril 2009 contre un joueur des ligues mineures. En 32 matchs joués pour les Marlins et les Nationals lors de cette saison, sa moyenne de points mérités s'élève à 8,92 en 35 manches et un tiers lancées. Il effectue le 4 octobre sa dernière sortie pour Washington. 
Mis sous contrat par les Rays de Tampa Bay pour la saison 2010, il doit subir une opération au coude qui le tient à l'écart du jeu pour au moins un an. Après un passage dans le baseball indépendant et en ligue mineure avec un club-école des Yankees de New York en 2011, il joue en 2012 dans les mineures au sein de l'organisation des Pirates de Pittsburgh.
En décembre 2012, Kensing signe un contrat des ligues mineures avec les Rockies du Colorado. Il apparaît dans un match des Rockies en 2013 et passe le reste de l'année en ligue mineure avec Colorado Springs. En 2014, il évolue avec le club-école des Mariners de Seattle à Tacoma. 
Il signe un contrat des ligues mineures avec les White Sox de Chicago le 22 janvier 2015 mais, libéré au terme de l'entraînement de printemps, il est récupéré par les Mariners de Seattle. Il effectue un retour dans les majeures en 2015, disputant 19 matchs pour Seattle, durant lesquels il affiche une moyenne de points mérités de 5,87 en 15 manches et un tiers lancées.
Le 23 décembre 2015, Kensing signe un contrat des ligues mineures avec les Tigers de Détroit.